# Thomas Natschinski

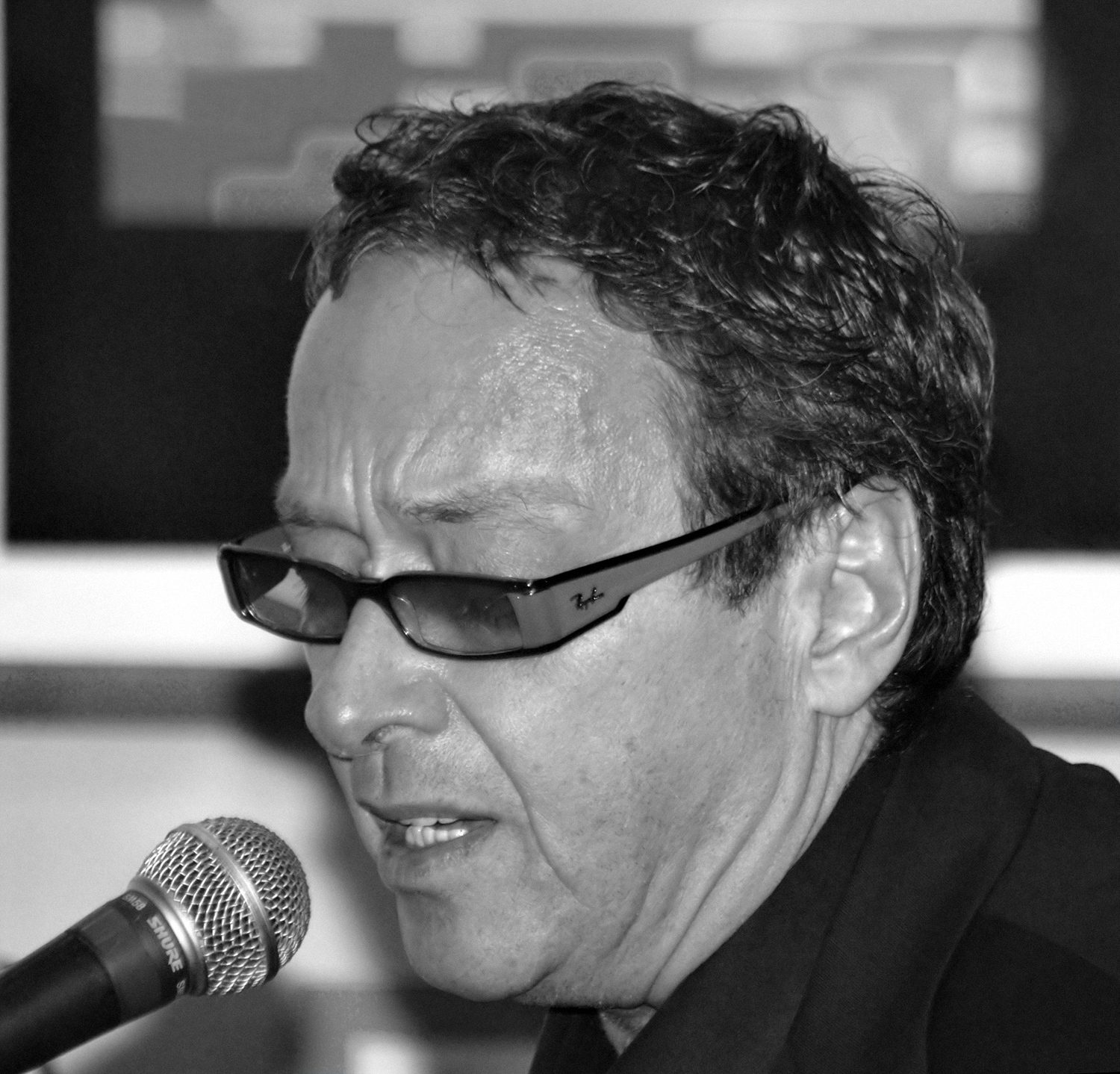
Thomas Natschinski, 2008

Thomas Natschinski (* 25. Oktober 1947 in Claußnitz, Sachsen) ist ein deutscher Komponist und Sänger, der vor allem in der DDR maßgebend aktiv war.

## Leben
Thomas Natschinskis Familie zog 1949 aus Claußnitz nach Leipzig und 1953 nach Berlin. Natschinski, der durch seinen Vater, den Dirigenten und Komponisten Gerd Natschinski, schon früh mit Musik in Berührung kam, begann im Alter von neun Jahren, Klavier zu lernen. Mit 16 Jahren schrieb er seine ersten Lieder.
Natschinski studierte von 1964 bis 1970 an der Hochschule für Musik „Hanns Eisler“ Berlin Komposition, Klavier und Musiktheorie. Einer seiner Lehrer war Rudolf Wagner-Régeny.
Noch während des Studiums gründete er die Band Team 4, die sich musikalisch vor allem an die Beatles anlehnte, allerdings mit deutschen Texten von Hartmut König. Der Bandname bezog sich auf die Anzahl der Mitglieder. Aus dieser Zeit stammt auch das Lied Mokka-Milch-Eisbar, 1968 veröffentlicht. Es handelt von der Mokka-Milch-und-Eis-Bar in der Karl-Marx-Allee in Ost-Berlin.
Wurde Beatmusik bis 1965 noch stark gefördert, so kam es zum Jahresende wegen ihrer allzu westlichen Ausrichtung zu einem Umbruch: viele Bands wurden verboten, und Team 4 musste den Namen in Thomas Natschinski und seine Gruppe ändern. Der alte Name passte ohnehin nicht mehr, da die Gruppe inzwischen größer geworden war. 1968 erschien die erste Amiga-LP der Band, Die Straße, unter folgender Besetzung:
- Thomas Natschinski (Leadgitarre, Gesang)
- Detlev Haak (Rhythmusgitarre, Gesang)
- Fred Krüger (E-Bass, akustische Gitarre)
- Martin Just (Keyboard, Gesang)
- Gerrit Gräfe (Schlagzeug)
- Sanda Weigl (Gesang)

1973 löste sich die Band auf, weil Thomas Natschinski gemeinsam mit Haak die Band
Brot und Salz gründete. 1976 verließ er Brot und Salz, um ausschließlich als Komponist zu arbeiten. Er schrieb viele Lieder, unter anderem für Gaby Rückert (Berührung von 1980) und Jürgen Walter (Clown sein von 1983). Außerdem trat er als Solist in Erscheinung (Eine Mütze voller Träume, Ich lieb dich mehr und mehr).
1978/1979 leitete Natschinski die Band von Veronika Fischer. Von 1981 bis 1984 spielte er neben Ulrich „Ed“ Swillms Keyboard bei Karat.
Seit 1976 schreibt Thomas Natschinski die Musik zu zahlreichen Filmen und Fernsehspielen, darunter zu der Spuk-Serie des DDR-Fernsehens und zur Polizeiruf-110-Folge Katharina (1989), sowie nach der Wende Sherlock Holmes und die sieben Zwerge, Die Trotzkis und Agentur Herz. Zu seinen neueren Arbeiten zählt die Musik zu der RBB-Serie Täter – Opfer – Polizei.
Mit dem Berliner Friedrichstadtpalast verbindet ihn seit 1987 eine enge Zusammenarbeit. Für dessen Revuetheater schrieb er 2001 die Fantasyshow WUNDERBAR-die 2002. Nacht, die bis 2003 mehr als 700.000 Zuschauer in über 400 Vorstellungen sahen.
2004 vertonte er den letzten Text von Karat-Sänger Herbert Dreilich Manchmal denk ich und sang ihn zu dessen Ehren auf der CD 30 Jahre Karat selber ein.
Zu Natschinskis 60. Geburtstag am 25. Oktober 2007 gaben Künstler wie Veronika Fischer, Bernd Römer, Rüdiger Barton, Gaby Rückert, Thomas Kurzhals, Jürgen Walter, Heinz-Jürgen Gottschalk und andere für ihn und mit ihm ein Livekonzert in der Berliner Wabe.
Natschinski lebt in Eichwalde bei Berlin, ist verwitwet und hat eine Tochter.

## Filmografie (Auswahl)
- 1967: Hochzeitsnacht im Regen
- 1968: Heißer Sommer
- 1969: Draußen in Berlin
- 1979: Spuk unterm Riesenrad (Fernsehserie)
- 1980: Der besondere Tag: Glühbirnen wachsen nicht am Baum
- 1982: Wenn’s donnert, blüht der Gummibaum
- 1982: Spuk im Hochhaus (Fernsehserie)
- 1983: Film-Salabim
- 1987: Spuk von draußen (Fernsehserie)
- 1989: Polizeiruf 110: Katharina
- 1989: Der Tölpelhans
- 1991: Agentur Herz
- 1992: Sherlock Holmes und die sieben Zwerge
- 1993: Die Trotzkis

## Hörbuch
- 2001: Kurt Tucholsky: Rheinsberg, Bearbeitung: Matthias Thalheim, Musik: Thomas Natschinski, Regie: Barbara Plensat, mit Kurt Böwe, Ulrike Krumbiegel, Gunter Schoß, Dagmar Manzel u. a., Rundfunk der DDR 1985; Der Audio Verlag 2001, ISBN 3-89813-158-0, Nachauflage 2012: ISBN 978-3-86231-157-6